# Наумов, Владимир Наумович
Влади́мир Нау́мович Нау́мов (6 декабря 1927, Ленинград — 29 ноября 2021, Москва) — советский и российский кинорежиссёр, сценарист, актёр, продюсер, педагог; народный артист СССР (1983), лауреат Государственной премии СССР (1985).

## Биография
Родился 6 декабря 1927 года в Ленинграде в семье кинооператора Наума Соломоновича Наумова-Стража (1898—1957) и актрисы Камерного театра Агнии Васильевны Бурмистровой (1906—1973). Дед по матери работал кузнецом, дед по отцу Соломон Наумович Страж делал мебель для польского пана, который направил его в Париж для обучения ваянию у Эмиля Бурделя; с началом Первой мировой войны он был вынужден вернуться в Россию, где подружился с Марком Шагалом. Прадедом по матери был священник и член «Чёрной сотни».
В 1952 году Владимир Наумов окончил режиссёрский факультет ВГИКа, где занимался в мастерской Игоря Савченко. Был ассистентом на его фильмах «Третий удар» и «Тарас Шевченко». Последний они с Александром Аловым завершили как режиссёры после скоропостижной смерти Савченко. С этого и началось их многолетнее и плодотворное творческое сотрудничество. Вместе они сняли одиннадцать фильмов. На Киевской киностудии они поставили фильм «Тревожная молодость» по трилогии Владимира Беляева «Старая крепость» и фильм «Павел Корчагин» по роману Николая Островского «Как закалялась сталь».
В 1957 году Иван Пырьев пригласил молодых режиссёров на киностудию «Мосфильм». В 1961 году их картина «Мир входящему» удостоились нескольких наград на международных кинофестивалях. В 1966 году режиссёрами был снят фильм «Скверный анекдот» по одноимённому рассказу Достоевского. Картина была объявлена «пасквилем, порочащим всю нацию и её историческое прошлое» и стала первым фильмом, положенным на полку в брежневское время; была показана только в 1987 году.
Одной из самых известных работ Алова и Наумова стал фильм «Бег» — первая экранизация произведений Михаила Булгакова в СССР увидела свет 14 января 1971 года. Следующим успехом стала лента «Тегеран-43», снятая в 1980 году, стала одним из лидеров советского кинопроката: в год выхода её посмотрели 47,5 млн человек. В числе сыгравших в нём зарубежных актёров были звёзды мирового экрана Курд Юргенс, Клод Жад и Ален Делон. В 1981 году Алов и Наумов начали съемки фильма Берег, которые происходили в нескольких республиках Советского Союза и за его пределами. В работе над картиной были задействованы Киностудия «Мосфильм» и Четвёртое творческое объединение, а также «Альянс фильм-продукция ГМБХ» (Западный Берлин) при участии телевидения ФРГ («Западнонемецкое радиовещание», Кёльн). 12 июня 1983 года на съёмках «Берега» Алов почувствовал себя плохо, в ночь с 12 на 13 июня в Риге скончался от сердечного приступа. Тем не менее Наумов продолжил снимать картину один и фильм вышел на экраны 6 сентября 1984 года.
Уже без Алова Наумов поставил такие фильмы как «Выбор», «Закон», «Десять лет без права переписки». Совместно с Тонино Гуэрра написал сценарий специально для Марчелло Мастроянни, но тот заболел, и вместо него на роль был приглашён Иннокентий Смоктуновский. Фильм «Белый праздник» вышел на экраны уже после смерти актёра.
С 1963 года Наумов являлся руководителем Творческого объединения киностудии «Мосфильм». В 1975 году был членом жюри X Московского международного кинофестиваля. С 1968 года преподавал режиссуру на ВКСР, в 1971—1972 годах совместно с А. А. Аловым руководил мастерской режиссёров-постановщиков детского художественного фильма. В 2004 году завершил режиссёрскую мастерскую, которую в 2002 году набрал Э. В. Лотяну, в 2005 году выпустил режиссёрскую мастерскую совместно с Е. Н. Митько и А. М. Добровольским на Высших курсах сценаристов и режиссёров.
С 1980 года руководил мастерской ВГИКа (с 1986 года — как профессор), вёл мастерскую режиссуры игрового кино в Всероссийском институте переподготовки и повышения квалификации работников кинематографии Госкино России (ВИППК), а также в Академии медиаиндустрии.
С 1976 года являлся секретарём правления Союза кинематографистов СССР. Был смещён с этого поста в 1986 году в ходе скандального V съезда кинематографистов СССР, будучи обвинённым, среди прочих ведущих деятелей советского кинематографа, в официозном подходе и кумовстве.
С 1987 года являлся генеральным директором кинокомпании «Союз Навона» и членом правления киноконцерна «Мосфильм». Помимо работы в кино, ставил спектакли в «Современнике», сотрудничал с телевидением. Также Наумов являлся первым президентом Национальной академии кинематографических наук и искусств (с 2002 года), членом Европейской киноакадемии, секретарём Союза кинематографистов России.
В апреле 2000 года подписал письмо в поддержку политики избранного президента России Владимира Путина в Чечне.
Скончался 29 ноября 2021 года в Москве на 94-м году жизни. Похоронен на Новодевичьем кладбище (участок 2, ряд 10, место 12).

## Семья
- Отец — Наум Соломонович Наумов-Страж (1898—1957), кинооператор.
- Мать — Агния Васильевна Бурмистрова (1906—1973), актриса Камерного театра, преподавала технику речи и художественное слово во ВГИКе.
- Первая жена (до 1966) — Эльза Ивановна Леждей (1933—2001), актриса, заслуженная артистка РСФСР (1974).
  - Сын — Алексей Владимирович Наумов (род. 1960), искусствовед, дизайнер книги.
  - Внук — Владимир Алексеевич Наумов (род. 1994), драматург, сценарист.
- Вторая жена (с 1974) — Наталия Николаевна Белохвостикова (род. 1951), киноактриса, народная артистка РСФСР (1984)[18].
  - Дочь — Наталья Наумова (род. 1974), кинорежиссёр, киноактриса.
    - Внук — Максим[19]

  - Приёмный сын — Кирилл Белохвостиков-Наумов (род. 2004)[20][21].

## Фильмография

### Актёр
- 1948 — Третий удар — молодой лейтенант
- 1969 — Гори, гори, моя звезда — белый офицер
- 1970 — Кража — Николай Николаевич Абалин, полковник милиции, заместитель начальника управления
- 2007 — Джоконда на асфальте — «мама»

### Режиссёр
- 1954 — Тревожная молодость (совм. с А. А. Аловым)
- 1956 — Павел Корчагин (совм. с А. А. Аловым)
- 1958 — Ветер (совм. с А. А. Аловым)
- 1961 — Мир входящему (совм. с А. А. Аловым)
- 1962 — Монета (совм. с А. А. Аловым)
- 1966 — Скверный анекдот (совм. с А. А. Аловым)
- 1970 — Бег (совм. с А. А. Аловым)
- 1976 — Легенда о Тиле (совм. с А. А. Аловым)
- 1980 — Тегеран-43 (совм. с А. А. Аловым)
- 1983 — Берег (совм. с А. А. Аловым)
- 1985 — Алов (документальный)
- 1987 — Выбор
- 1989 — Закон
- 1990 — Десять лет без права переписки
- 1994 — Белый праздник
- 2001 — Часы без стрелок («Сон белой собаки» или «Тайна Нардо»)
- 2007 — Джоконда на асфальте
- 2014 — Сказка о царе Салтане (не был завершён) (совм. с Н. В. Наумовой)[22]

### Сценарист
- 1958 — Ветер (совм. с А. А. Аловым)
- 1961 — Мир входящему (совм. с А. А. Аловым, Л. Г. Зориным)
- 1962 — Монета (совм. с А. А. Аловым)
- 1966 — Скверный анекдот (совм. с А. А. Аловым, Л. Г. Зориным)
- 1970 — Бег (совм. с А. А. Аловым)
- 1972 — Карнавал (совм. с А. А. Аловым)
- 1973 — Как закалялась сталь (совм. с А. А. Аловым)
- 1976 — Легенда о Тиле (совм. с А. А. Аловым)
- 1980 — Тегеран-43 (совм. с А. А. Аловым, М. Ф. Шатровым)
- 1982 — Похождения графа Невзорова (совм. с А. А. Аловым)
- 1983 — Берег (совм. с А. А. Аловым, Ю. В. Бондаревым)
- 1985 — Алов (документальный)
- 1987 — Выбор (совм. с Ю. В. Бондаревым)
- 1989 — Закон (совм. с А. А. Аловым, Л. Г. Зориным)
- 1990 — Десять лет без права переписки (совм. с А. А. Кабаковым)
- 1994 — Белый праздник (совм. с Т. Гуэррой)
- 2001 — Часы без стрелок (совм. с Г. И. Кушниром, Т. Гуэррой)
- 2007 — Джоконда на асфальте (совм. с Т. Гуэррой)
- 2010 — В России идёт снег (не был завершён)

### Продюсер
- 1994 — Белый праздник
- 2001 — Часы без стрелок
- 2004 — Год Лошади: Созвездие скорпиона
- 2007 — Джоконда на асфальте
- 2010 — В России идёт снег (не был завершён)

### Другое
- 1951 — Тарас Шевченко (заканчивал после смерти И. Савченко) (совм. с А. А. Аловым)

### Участие в фильмах
- 1984 — Я научу вас мечтать… (документальный)
- 1985 — Алов (документальный)
- 1996 — Николай Гринько (из цикла телепрограмм канала «ОРТ» «Чтобы помнили») (документальный)
- 1996 — Станислав Хитров (из цикла телепрограмм канала «ОРТ» «Чтобы помнили») (документальный)
- 1998 — Владислав Дворжецкий (из цикла телепрограмм канала «ОРТ» «Чтобы помнили») (документальный)
- 2005 — Готлиб Ронинсон (из цикла передач телеканала «ДТВ» «Как уходили кумиры») (документальный)
- 2005 — Юрий Озеров (из цикла передач телеканала «ДТВ» «Как уходили кумиры») (документальный)
- 2006 — Дворжецкие (из цикла передач телеканала «ДТВ» «Как уходили кумиры») (документальный)
- 2007 — 50-е: Иван Пырьев. Иван-строитель (из цикла документальных фильмов, снятых к 100-летию российского кинопроизводства «История киноначальников, или Строители и перестройщики»)
- 2007 — Михаил Ульянов. Человек, которому верили (документальный)
- 2008 — Алексей Баталов. Дорогой наш человек (документальный)
- 2008 — Василий Лановой. Есть такая профессия… (документальный)
- 2008 — Владимир Басов (из документального цикла о мастерах отечественного кино «Человек в кадре»
- 2009 — Виктор Сергачёв (из документального цикла о мастерах отечественного кино «Человек в кадре»
- 2009 — Борис Щербаков. Кто ходит в гости по утрам (документальный)
- 2009 — Николай Гринько. Главный папа СССР (документальный)
- 2010 — Ален Делон. Мужчина на все времена (документальный)
- 2010 — Екатерина III (документальный)
- 2010 — И вечностью наполнен миг… (документальный)
- 2010 — Иннокентий Смоктуновский. Моя фамилия вам ничего не скажет… (документальный)
- 2010 — Людмила Савельева. После бала (документальный)

#### Документальные фильмы о Владимире Наумове
- «Наталия Белохвостикова и Владимир Наумов. „Двух судеб линия одна“» («Первый канал», 2010)[23]
- «Владимир Наумов. „Все слова о любви“» («Первый канал», 2017)[24].

## Награды и звания

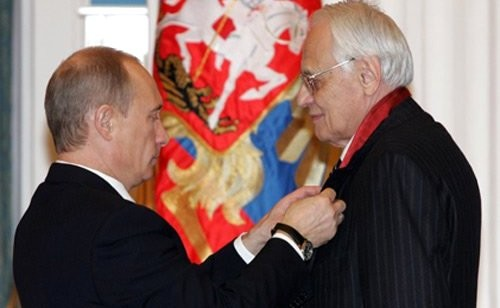
Награждение орденом «За заслуги перед Отечеством» II степени, 2007 год

Государственные награды СССР и Российской Федерации:
- Заслуженный деятель искусств РСФСР (26 ноября 1965) — за заслуги в области советского киноискусства[25].
- орден «Знак Почёта» (1971).
- Народный артист РСФСР (28 марта 1974) — за заслуги в области советского киноискусства[26].
- орден Трудового Красного Знамени (5 декабря 1977) — за заслуги в развитии советского киноискусства и в связи с пятидесятилетием со дня рождения[27].
- Народный артист СССР (5 января 1983) — за большие заслуги в развитии советского киноискусства[28].
- Государственная премия СССР в области литературы, искусства и архитектуры (31 октября 1985) — за художественный фильм «Берег» производства киностудии «Мосфильм»[29].
- орден Дружбы народов (4 декабря 1987) — за заслуги в развитии советского киноискусства и в связи с шестидесятилетием со дня рождения[30].
- орден «За заслуги перед Отечеством» IV степени (15 декабря 1997) — за большой личный вклад в развитие отечественного киноискусства[31].
- орден «За заслуги перед Отечеством» II степени (6 декабря 2007) — за выдающийся вклад в развитие отечественного кинематографа и многолетнюю творческую деятельность[32].
- орден Почёта (2 сентября 2013) — за большие заслуги в развитии отечественной культуры и искусства, многолетнюю плодотворную деятельность[33].
- орден «За заслуги перед Отечеством» III степени (11 июля 2018) — за большие заслуги в развитии отечественной культуры и искусства, многолетнюю плодотворную деятельность[34].

Другие награды, поощрения и общественное признание:
- МКФ в Москве (в рамках Всемирного фестиваля молодёжи и студентов) (1957, Серебряная медаль, фильм «Павел Корчагин»).
- ВКФ в Москве (1958, Поощрительный диплом, фильм «Павел Корчагин»).
- МКФ в Венеции (1961, «Золотая медаль» (специальная премия жюри), «Кубок Пазинетти» (премия итальянский кинокритиков за лучший иностранный фильм), фильм «Мир входящему»).
- Премия «Фемина бельж» (в числе десяти иностранных фильмов) в Брюсселе (1962, фильм «Мир входящему»).
- МКФ в Брюсселе (1976, Главный приз жюри, фильм «Легенда о Тиле»).
- Приз кинопродюсеров Норвегии (1978, фильм «Легенда о Тиле»)[35].
- ВКФ в Ереване (1978, Специальный приз жюри, фильм «Легенда о Тиле»).
- ВКФ в Вильнюсе (1981, Главный приз, фильм «Тегеран-43»).
- XII МКФ в Москве (1981, Золотой приз, фильм «Тегеран-43»).
- XII МКФ в Москве (1981, Приз Общества «Родина», фильм «Тегеран-43»).
- ВКФ в Киеве (1984, Главный приз и Диплом, фильм «Берег»).
- МКФ в Римини (1995, Приз «Амаркорд», фильм «Белый праздник»).
- КФ русских фильмов в Онфлёре (2001, Почётный диплом, фильм «Часы без стрелок»).
- Премия «Золотой орёл» (2008, за выдающийся вклад в мировой кинематограф).
- Почётный член Российской академии художеств[36].
- Памятная Золотая Медаль Сергея Михалкова (2017)[37].
- Премия «Золотой орёл» (2023, за вклад в киноискусство)[38].